# Fruittella
Fruittella – Fruittella („fruit” – owoc; „tella” – holenderskie określenie „ciasta do żucia”) – cukierki do żucia oraz żelki w najpopularniejszych owocowych smakach.
Historia marki sięga roku 1931, kiedy bracia Pierre i Michael van Melle, chcąc poszerzyć swoje cukiernicze portfolio, wyruszyli w podróż po Europie w poszukiwaniu nowych receptur. Wtedy to odkupili w Krakowie (od lokalnego cukrownika) przepis na cukierki do żucia.
Od 2009 r. Fruittella jest naturalnie barwiona, a w jej recepturze występują wyłącznie naturalne aromaty.
W 2012 Fruittella miała 80 rocznicę swojego istnienia i z tej okazji wydana została książka ilustrująca historię kultowego produktu Fruittella Stick.